# Castillo de Salvaleón (Valverde del Fresno)
Para el Castillo situado en la localidad pacense de Salvaleón ir a Castillo de Salvaleón.

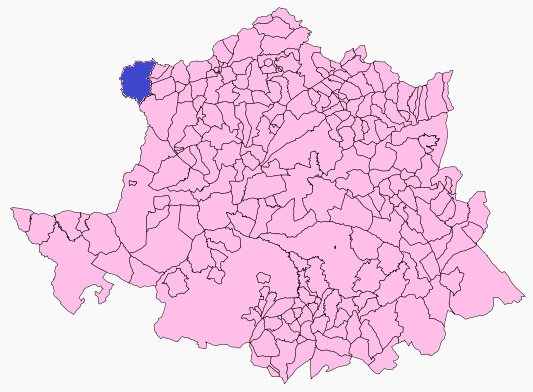
Localización del castillo en la provincia de Cáceres.

El Castillo de Salvaleón (Valverde del Fresno) es una fortaleza situada en las inmediaciones de lo que en su día fue el asentamiento del mismo nombre, hoy despoblado, cerca de la localidad española de Valverde del Fresno en la Sierra de Gata, provincia de Cáceres. Formaba parte de la red de fortalezas que se extendían a lo largo de la frontera con Portugal lo que representaba una situación estratégica de gran interés para el Reino de León.

## Historia
En un principio era una fortaleza árabe pero fue reconquistada por el rey de León, Alfonso IX, en el año 1227 que la entregó a la Orden de Alcántara y le dio «fuero» en ese mismo año. A mediados del siglo XIII este enclave es una Encomienda de la Orden pero deja de serlo a mediados del siglo XV con la correspondiente disminución de su poderío. La fortaleza se fue abandonando progresivamente lo que contribuyó al deterioro del castillo y sus instalaciones. Después de varios siglos de abandono el deterioro es tal que sus restos se reducen a montones de piedras y otros materiales de los que, con dificultad, los expertos han extrapolado la distribución de los elementos de la fortaleza.
Se encuentra bajo la protección genérica del Decreto de 22 de abril de 1949, y de la Ley 16/1985 sobre el Patrimonio Histórico Español.

## El castillo
El cuerpo principal de la fortaleza se situaba en la parte superior del cerro, tenía planta  ovalada y disponía de un foso perimetral excavado en la roca. Había otro recinto en una cota menor pero que también se ceñía a las curvas de nivel del terreno.